# فرودگاه سینت ماریه
فرودگاه سینت ماریه (به انگلیسی: Sainte Marie Airport) یک فرودگاه همگانی با کد یاتا SMS است . این فرودگاه در شهر سنت ماری، ماداگاسکار کشور ماداگاسکار قرار دارد و در ارتفاع ۲ متری از سطح دریا واقع شده است.